# Christof Loimann
Christof Johann Loimann, též Christoph (18. května 1789 Cheb – 19. ledna 1862 Františkovy Lázně), byl rakouský politik německé národnosti z Čech, první starosta Františkových Lázní, v 60. letech 19. století poslanec Českého zemského sněmu.

## Biografie
Studoval práva, složil notářskou zkoušku. Politicky se angažoval již během revolučního roku 1848, kdy se stal starostou německého spolku. Působil jako notář ve Františkových Lázních. Od roku 1852 byl starostou města Františkových Lázní. Měl značný podíl na rozvoji Františkových Lázní.
Rodině Loimannů patřil významný městský a lázeňský dům Tři lilie (Haus Drei Lilien). Postavil ho roku 1794 Anton Josef Loimann (zemřel roku 1837), otec poslance Christofa Loimanna. Na syna ho převedl roku 1818. Ten roku 1822 oznámil chebskému magistrátu, že hodlá k budově přistavět lázně. Roku 1825 přeložil krajskému úřadu v Lokti plány na výstavbu prvního veřejného lázeňského domu, které byly schváleny roku 1826 a započalo se se stavebními pracemi. Roku 1827 Christof Loimann uzavřel s chebským magistrátem smlouvu, že v novém lázeňském domě bude zřízeno 18 lázeňských pokojů. Stavba byla zprovozněna roku 1828 a brzy došlo k jejímu rozšíření. V roce 1830 započal Loimann s výkupem pozemků jižně od Luisina pramene a postupně zde budoval park. Roku 1839 získal povolení k výstavbě dalších veřejných lázní. Dům Tři lilie předal roku 1850 svému synovi, lékaři Gustavu Loimannovi. Ve starostenské funkci byl potvrzen roku 1861. Úřad starosty zastával ještě v době své smrti. V roce 1860 mu byl udělen saský Řád Albrechtův.
Po obnovení ústavního systému vlády počátkem 60. let se zapojil i do politického života. V zemských volbách v Čechách roku 1861 byl zvolen na Český zemský sněm, kde zastupoval kurii venkovských obcí, obvod Cheb, Vildštejn, Aš. Byl oficiálním kandidátem německého volebního výboru. Na sněmu zasedal až do své smrti roku 1862. Pak ho na sněmu nahradil Friedrich Leeder.
Zemřel v lednu 1862. Jeho syn, lékař Gustav Loimann, byl následně františkolázeňským starostou v letech 1862–1872. Dům Tři lilie sloužil až do roku 1872 i jako sídlo městské radnice.